# 대인교통
대인교통(大仁交通)은 인천광역시의 시내버스 회사이며, 본사는 인천광역시 부평구 부평동에 있다.

## 연혁
- 1992년 7월 22일: 관교운수 주식회사로 회사 설립.
- 1996년 7월 20일: 본사를 남구 관교동 13-10으로 이전.
- 2001년 10월 9일: 관교운수 주식회사에서 주식회사 스위트버스로 회사명 변경.
- 2003년 4월 13일: 본사를 부평구 부평동 756-89로 이전.
- 2003년 10월 9일: 본사를 부평동 756-160으로 이전.
- 2004년 3월 30일: 주식회사 스위트버스에서 현재 사명으로 변경과 동시에 본사를 부평구 갈산동 169-16으로 이전.
- 2004년 3월 30일: 서구 가좌동 314에 가좌지점 설치.
- 2007년 4월 24일: 본사를 부평동 374-8으로 이전.
- 2009년 1월 17일: 남구 관교동 13-10에 관교지점, 남구 학익동 244-3에 주안지점, 부평구 부평동 756-160에 부개지점, 부평구 산곡동 255-1에 산곡지점 설치.
- 2009년 1월 17일: 가좌지점을 연수구 옥련동 602-27로 이전과 동시에 송도지점으로 명칭 변경.
- 2009년 7월 31일: 관교지점 폐지.
- 2010년 1월 11일: 송도지점을 현위치인 연수구 송도동 13-44로 이전.
- 2010년 6월 19일: 주안지점을 서구 석남동 223-1로 이전.
- 2014년 4월 28일: 6-2번 노선 신설 인가
- 2017년 6월 30일: 주안지점을 남구 소성로 183-27, 201호 (학익동)으로 이전.
- 2017년 10월 10일: 본사를 현위치인 대정로로 이전.
- 2018년 2월 5일: 부개지점을 현위치인 부평구 경인로834번길 6-6, 102호 (부평동, 대성임페리얼빌라)로 이전.
- 2020년 12월 31일: 송도지점, 주안지점, 부개지점, 산곡지점 폐지.
- 2021년 5월 1일: 인천광역시 연수구 아카데미로51번길에 송도지점 설치.

## 운행 노선

### 간선버스
| 운행노선 | 운행구간       | 운행구간 | 운행구간               | 배차간격 (분) | 인가 대수 | 비고           |
| -------- | -------------- | -------- | ---------------------- | ------------- | --------- | -------------- |
| 6-1번    | 송도공영차고지 | ↔        | 남동체육관(체조경기장) | 13 - 15       | 19        | 송도지점 운행. |

### 공항좌석버스
| 운행노선 | 운행구간                                | 운행구간 | 운행구간 | 배차간격 (분) | 인가 대수 | 비고                                 |
| -------- | --------------------------------------- | -------- | -------- | ------------- | --------- | ------------------------------------ |
| 320번    | 송도더샵센트럴시티.글로벌캠퍼스푸르지오 | ↔        | LH7단지  | 22 - 24       | 8         | 원진운수와 공동 배차. 송도지점 운행. |

### 지선버스
| 운행노선 | 운행구간         | 운행구간 | 운행구간             | 배차간격 (분) | 인가 대수 | 비고                     |
| -------- | ---------------- | -------- | -------------------- | ------------- | --------- | ------------------------ |
| 515번    | 인천지방법원     | ↔        | 주안역               | 10 - 15       | 9         | 구.남구05번 - 주안교통   |
| 515-1번  | 인천지방법원     | ↔        | 주안역               | 16 - 23       | 3         |                          |
| 561번    | 희망천입구       | ↔        | 부평시장(한남프라자) | 8 - 10        | 5         |                          |
| 562번    | 희망체육공원입구 | ↔        | 삼산체육관역         | 28 -38        | 2         | 2021년 6월 26일부터 신설 |
| 574번    | 뉴서울1차아파트  | ↔        | 부평시장입구         | 5 - 7         | 10        |                          |

## 과거 운행 노선
- 514번,514-1번: 해성운수에 양도
- 581번: 태양여객에 양도
- ● 6-3번: 송도국제도시 버스공영차고지 - 지식정보단지역 - 글로벌캠퍼스 - 국제학교 - 센트럴파크역 - 인천대입구역 - 지식정보단지역 - 송도국제도시 버스공영차고지 (2018년 9월 15일부로 폐선)

## 주요 차종
자일대우버스
- NEW BS090
- NEW BS106

현대자동차
- 그린시티
- 뉴슈퍼에어로시티
- 뉴 프리미엄 유니버스 엘레강스 FCEV
- 일렉시티

CRRC 중국중차
- CRRC 그린웨이

하이거 버스
- 하이거 하이퍼스

## 본점 및 지점 현황
- 본점: 인천광역시 부평구 대정로 38-1, 3층 (부평동)
- 송도지점: 인천광역시 연수구 아카데미로51번길 42 (송도동)